# Euxoa silens
Euxoa silens là một loài bướm đêm trong họ Noctuidae.